# Leopold Horner
Leopold Horner (24.8.1911 – 5.10.2005) là nhà hóa học người Đức, nổi tiếng về Phản ứng Horner-Wadsworth-Emmons.

## Cuộc đời và Sự nghiệp
Horner sinh tại Kehl, (Đức). Ông bắt đầu học hóa học ở Đại học Heidelberg, sau đó vào học ở Đại học München dưới sự hướng dẫn của Heinrich Otto Wieland. Sau khi đậu bằng tiến sĩ và đạt được habilitation, ông làm việc ở Viện nghiên cứu Polyme tại Frankfurt. Năm 1953 ông được bổ nhiệm làm giáo sư ở Đại học Mainz.
Ông đã sửa đổi phản ứng Wittig bằng cách sử dụng các cacbanion phosphonate ổn định, nay gọi là Phản ứng Horner-Wadsworth-Emmons hoặc phản ứng HWE hoặc phản ứng Horner-Wittig.
Ông từ trần ngày 5.10.2005 tại Mainz.

## Giải thưởng
- Huy chương Liebig năm 1973